# Danube Dragons
I Danube Dragons sono una squadra di football americano di Vienna, in Austria; fondati nel 1985 come Klosterneuburg Mercenaries, hanno vinto 3 titoli nazionali.

## Dettaglio stagioni

### Tornei nazionali

#### Campionato

##### AFL
| Stagione | regular season | regular season | regular season | regular season | regular season | regular season | playoff | playoff | playoff | playoff | playoff | playoff       | playoff        |
|          | Vin            | Par            | Per            | Tot            | PF             | PS             | Vin     | Per     | Tot     | PF      | PS      | risultato     | avversaria     |
| -------- | -------------- | -------------- | -------------- | -------------- | -------------- | -------------- | ------- | ------- | ------- | ------- | ------- | ------------- | -------------- |
| 1988     | ?              | ?              | ?              | 8              | ?              | ?              | -       | -       | -       | -       | -       | -             | -              |
| 1989     | ?              | ?              | ?              | 8              | ?              | ?              | -       | -       | -       | -       | -       | -             | -              |
| 1990     | ?              | ?              | ?              | 8              | ?              | ?              | 1       | 1       | 2       | 7+?     | 59+?    | Austrian Bowl | Graz Giants    |
| 2004     | 3              | 0              | 3              | 6              | 164            | 178            | 0       | 1       | 1       | 7       | 55      | Semifinale    | Vienna Vikings |
| 2007     | 4              | 0              | 4              | 8              | 224            | 241            | -       | -       | -       | -       | -       | -             | -              |
| 2008     | 4              | 0              | 2              | 6              | 213            | 221            | 0       | 1       | 1       | 20      | 44      | Semifinale    | Graz Giants    |
| 2009     | 5              | 0              | 3              | 8              | 318            | 283            | 1       | 1       | 2       | 69      | 68      | Semifinale    | Graz Giants    |
| 2010     | 5              | 0              | 1              | 6              | 228            | 134            | 2       | 0       | 2       | 59      | 45      | Campioni      | Tirol Raiders  |
| 2011     | 3              | 0              | 3              | 6              | 177            | 123            | 0       | 1       | 1       | 0       | 29      | Semifinale    | Tirol Raiders  |
| 2012     | 4              | 0              | 6              | 10             | 292            | 307            | 0       | 1       | 1       | 32      | 48      | Semifinale    | Vienna Vikings |
| 2013     | 4              | 0              | 6              | 10             | 321            | 291            | 0       | 1       | 1       | 15      | 35      | Semifinale    | Vienna Vikings |
| 2014     | 4              | 0              | 4              | 8              | 193            | 280            | 0       | 1       | 1       | 0       | 34      | Semifinale    | Tirol Raiders  |
| 2015     | 2              | 0              | 6              | 8              | 201            | 294            | 0       | 1       | 1       | 27      | 38      | Semifinale    | Vienna Vikings |
| 2016     | 3              | 0              | 7              | 10             | 218            | 277            | 0       | 1       | 1       | 13      | 30      | Wild Card     | Vienna Vikings |
| 2017     | 4              | 0              | 6              | 10             | 363            | 333            | 1       | 1       | 2       | 46      | 42      | Semifinale    | Vienna Vikings |
| 2018     | 6              | 0              | 4              | 10             | 291            | 280            | 1       | 1       | 2       | 42      | 67      | Semifinale    | Tirol Raiders  |
| 2019     | 6              | 0              | 4              | 10             | 264            | 187            | 1       | 1       | 2       | 67      | 66      | Semifinale    | Tirol Raiders  |
| 2021     | 5              | 0              | 3              | 8              | 179            | 162            | 0       | 1       | 1       | 20      | 31      | Semifinale    | Tirol Raiders  |
| 2022     | 10             | 0              | 0              | 10             | 355            | 172            | 2       | 0       | 2       | 82      | 42      | Campioni      | Vienna Vikings |
| 2023     | 8              | 0              | 2              | 10             | 291            | 117            | 2       | 0       | 2       | 41      | 36      | Campioni      | Vienna Vikings |
| Totale   | 80+?           | 0+?            | 64+?           | 168            | 4292+?         | 3880+?         | 11      | 14      | 25      | 547+?   | 769+?   |               |                |

Fonti: Enciclopedia del Football - A cura di Massimo Mezzetti

##### Austrian Football Division Ladies/AFL - Division Ladies
| Stagione | regular season | regular season | regular season | regular season | regular season | regular season | playoff | playoff | playoff | playoff | playoff | playoff       | playoff                |
|          | Vin            | Par            | Per            | Tot            | PF             | PS             | Vin     | Per     | Tot     | PF      | PS      | risultato     | avversaria             |
| -------- | -------------- | -------------- | -------------- | -------------- | -------------- | -------------- | ------- | ------- | ------- | ------- | ------- | ------------- | ---------------------- |
| 2013     | 3              | 0              | 1              | 4              | 170            | 33             | 0       | 1       | 1       | 0       | 50      | Ladies Bowl   | Vienna Vikings Ladies  |
| 2014     | 2              | 0              | 2              | 4              | 52             | 92             | 0       | 1       | 1       | 0       | 25      | Ladies Bowl   | Vienna Vikings Ladies  |
| 2015     | 3              | 0              | 1              | 4              | 154            | 50             | 0       | 1       | 1       | 14      | 26      | Ladies Bowl   | Vienna Vikings Ladies  |
| 2016     | 1              | 0              | 3              | 4              | 54             | 106            | 0       | 1       | 1       | 0       | 28      | Semifinale    | Budapest Wolves Ladies |
| 2017     | 4              | 0              | 2              | 6              | 133            | 78             | 1       | 1       | 2       | 20      | 27      | Ladies Bowl   | Vienna Vikings Ladies  |
| 2018     | 4              | 0              | 1              | 5              | 118            | 64             | 0       | 1       | 1       | 14      | 31      | Ladies Bowl   | Vienna Vikings Ladies  |
| 2019     | 2              | 0              | 3              | 5              | 98             | 107            | 1       | 0       | 1       | 18      | 8       | Terzo posto   | Telfs Patriots Ladies  |
| 2020     | 2              | 0              | 2              | 4              | 44             | 94             | -       | -       | -       | -       | -       | Secondo posto | -                      |
| Totale   | 21             | 0              | 15             | 36             | 823            | 624            | 2       | 6       | 8       | 66      | 195     |               |                        |

Fonti: Enciclopedia del Football - A cura di Massimo Mezzetti

##### AFL - Division I
| Stagione | regular season | regular season | regular season | regular season | regular season | regular season | playoff | playoff | playoff | playoff | playoff | playoff   | playoff    |
|          | Vin            | Par            | Per            | Tot            | PF             | PS             | Vin     | Per     | Tot     | PF      | PS      | risultato | avversaria |
| -------- | -------------- | -------------- | -------------- | -------------- | -------------- | -------------- | ------- | ------- | ------- | ------- | ------- | --------- | ---------- |
| 2022     | 0              | 0              | 8              | 8              | 13             | 411            | -       | -       | -       | -       | -       | -         | -          |
| 2023     | 1              | 0              | 7              | 8              | 39             | 249            | -       | -       | -       | -       | -       | -         | -          |
| Totale   | 1              | 0              | 15             | 16             | 52             | 660            | -       | -       | -       | -       | -       |           |            |

Fonti: Enciclopedia del Football - A cura di Massimo Mezzetti

##### Austrian Football Division Ladies 2
| Stagione | regular season | regular season | regular season | regular season | regular season | regular season | playoff | playoff | playoff | playoff | playoff | playoff   | playoff               |
|          | Vin            | Par            | Per            | Tot            | PF             | PS             | Vin     | Per     | Tot     | PF      | PS      | risultato | avversaria            |
| -------- | -------------- | -------------- | -------------- | -------------- | -------------- | -------------- | ------- | ------- | ------- | ------- | ------- | --------- | --------------------- |
| 2012     | 2              | 0              | 2              | 4              | 50             | 76             | 0       | 1       | 1       | 0       | 26      | Finale    | Vienna Vikings Ladies |
| Totale   | 2              | 0              | 2              | 4              | 50             | 76             | 0       | 1       | 1       | 0       | 26      |           |                       |

Fonti: Enciclopedia del Football - A cura di Massimo Mezzetti

##### Austrian Football Division 2/AFL - Division II
| Stagione | regular season | regular season | regular season | regular season | regular season | regular season | playoff | playoff | playoff | playoff | playoff | playoff    | playoff        |
|          | Vin            | Par            | Per            | Tot            | PF             | PS             | Vin     | Per     | Tot     | PF      | PS      | risultato  | avversaria     |
| -------- | -------------- | -------------- | -------------- | -------------- | -------------- | -------------- | ------- | ------- | ------- | ------- | ------- | ---------- | -------------- |
| 2011     | 0              | 0              | 4              | 4              | 50             | 145            | -       | -       | -       | -       | -       | -          | -              |
| 2021     | 4              | 0              | 2              | 6              | 185            | 43             | 0       | 1       | 1       | 0       | 19      | Semifinale | Schwaz Hammers |
| Totale   | 4              | 0              | 6              | 10             | 235            | 188            | 0       | 1       | 1       | 0       | 19      |            |                |

Fonti: Enciclopedia del Football - A cura di Massimo Mezzetti

##### Austrian Football Division 3/AFL - Division III
| Stagione | regular season | regular season | regular season | regular season | regular season | regular season | playoff | playoff | playoff | playoff | playoff | playoff        | playoff         |
|          | Vin            | Par            | Per            | Tot            | PF             | PS             | Vin     | Per     | Tot     | PF      | PS      | risultato      | avversaria      |
| -------- | -------------- | -------------- | -------------- | -------------- | -------------- | -------------- | ------- | ------- | ------- | ------- | ------- | -------------- | --------------- |
| 2013     | 5              | 0              | 1              | 6              | 101            | 52             | 1       | 1       | 2       | 26      | 34      | Challenge Bowl | Vienna Warlords |
| 2014     | 4              | 0              | 2              | 6              | 137            | 93             | -       | -       | -       | -       | -       | -              | -               |
| 2015     | 3              | 0              | 3              | 6              | 194            | 105            | 1       | 1       | 2       | 44      | 83      | Challenge Bowl | Vienna Knights  |
| 2019     | 4              | 0              | 4              | 8              | 154            | 163            | -       | -       | -       | -       | -       | -              | -               |
| Totale   | 16             | 0              | 10             | 26             | 586            | 413            | 2       | 2       | 4       | 70      | 117     |                |                 |

Fonti: Enciclopedia del Football - A cura di Massimo Mezzetti

##### AFL - Division IV
| Stagione | regular season | regular season | regular season | regular season | regular season | regular season | playoff | playoff | playoff | playoff | playoff | playoff    | playoff              |
|          | Vin            | Par            | Per            | Tot            | PF             | PS             | Vin     | Per     | Tot     | PF      | PS      | risultato  | avversaria           |
| -------- | -------------- | -------------- | -------------- | -------------- | -------------- | -------------- | ------- | ------- | ------- | ------- | ------- | ---------- | -------------------- |
| 2017     | 3              | 0              | 3              | 6              | 165            | 74             | -       | -       | -       | -       | -       | -          | -                    |
| 2018     | 5              | 0              | 1              | 6              | 156            | 80             | 0       | 1       | 1       | 10      | 14      | Semifinale | Upper Styrian Rhinos |
| Totale   | 8              | 0              | 4              | 12             | 321            | 154            | 0       | 1       | 1       | 10      | 14      |            |                      |

Fonti: Enciclopedia del Football - A cura di Massimo Mezzetti

### Tornei internazionali

#### European Football League (1986-2013)
| Stagione | regular season | regular season | regular season | regular season | regular season | regular season | playoff | playoff | playoff | playoff | playoff | playoff          | playoff      |
|          | Vin            | Par            | Per            | Tot            | PF             | PS             | Vin     | Per     | Tot     | PF      | PS      | risultato        | avversaria   |
| -------- | -------------- | -------------- | -------------- | -------------- | -------------- | -------------- | ------- | ------- | ------- | ------- | ------- | ---------------- | ------------ |
| 2010     | 2              | 0              | 0              | 2              | 123            | 21             | 0       | 1       | 1       | 31      | 34      | Quarti di finale | Graz Giants  |
| 2011     | 1              | 0              | 0              | 1              | 33             | 16             | 0       | 1       | 1       | 25      | 35      | Quarti di finale | Berlin Adler |
| 2012     | 0              | 0              | 1              | 1              | 34             | 41             | -       | -       | -       | -       | -       | -                | -            |
| Totale   | 3              | 0              | 1              | 4              | 190            | 78             | 0       | 2       | 2       | 56      | 69      |                  |              |

Fonti: Enciclopedia del Football - A cura di Massimo Mezzetti

#### IFAF Europe Champions League
| Stagione | regular season | regular season | regular season | regular season | regular season | regular season | playoff | playoff | playoff | playoff | playoff | playoff    | playoff          |
|          | Vin            | Par            | Per            | Tot            | PF             | PS             | Vin     | Per     | Tot     | PF      | PS      | risultato  | avversaria       |
| -------- | -------------- | -------------- | -------------- | -------------- | -------------- | -------------- | ------- | ------- | ------- | ------- | ------- | ---------- | ---------------- |
| 2016     | 2              | 0              | 0              | 2              | 74             | 44             | 0       | 1       | 1       | 34      | 49      | Semifinale | Panthers Wrocław |
| Totale   | 2              | 0              | 0              | 2              | 74             | 44             | 0       | 1       | 1       | 34      | 49      |            |                  |

Fonti: Enciclopedia del Football - A cura di Massimo Mezzetti

### Riepilogo fasi finali disputate
| Anno             | Luogo        | Evento                              | Fase del torneo      | Incontro                                       | Risultato |
| 1º luglio 1990   | Linz         | AFL                                 | Austrian Bowl        | Graz Giants - Klosterneuburg Mercenaries       | 59 - 7    |
| 4 luglio 2004    |              | AFL                                 | Semifinale           | Vienna Vikings - Danube Dragons                | 55 - 7    |
| 14 giugno 2008   | Korneuburg   | AFL                                 | Semifinale           | Danube Dragons - Graz Giants                   | 20 - 44   |
| 28 giugno 2009   | Graz         | AFL                                 | Semifinale           | Graz Giants - Danube Dragons                   | 35 - 28   |
| 15 maggio 2010   |              | EFL                                 | Quarti di finale     | Graz Giants - Danube Dragons                   | 34 - 31   |
| 9 luglio 2010    | Innsbruck    | AFL                                 | Austrian Bowl        | Danube Dragons - Tirol Raiders                 | 28 - 21   |
| 7 maggio 2011    | Berlino      | EFL                                 | Quarti di finale     | Berlin Adler - Danube Dragons                  | 35 - 25   |
| 11 giugno 2011   | Innsbruck    | AFL                                 | Semifinale           | Tirol Raiders - Danube Dragons                 | 29 - 0    |
| 30 giugno 2012   |              | Austrian Football Division Ladies 2 | Finale               | Vienna Vikings Ladies - Danube Dragons Ladies  | 26 - 0    |
| 15 luglio 2012   |              | AFL                                 | Semifinale           | Vienna Vikings - Danube Dragons                | 48 - 32   |
| 7 luglio 2013    |              | Austrian Football Division 3        | Challenge Bowl       | Vienna Warlords - Danube Dragons 2             | 15 - 6    |
| 14 luglio 2013   |              | AFL                                 | Semifinale           | Vienna Vikings - Danube Dragons                | 35 - 15   |
| 12 ottobre 2013  |              | Austrian Football Division Ladies   | Ladies Bowl          | Vienna Vikings Ladies - Danube Dragons Ladies  | 50 - 0    |
| 12 luglio 2014   |              | AFL                                 | Semifinale           | Tirol Raiders - Danube Dragons                 | 34 - 0    |
| 20 luglio 2014   |              | AFL - Division Ladies               | Ladies Bowl          | Vienna Vikings Ladies - Danube Dragons Ladies  | 25 - 0    |
| 21 giugno 2015   |              | AFL - Division III                  | Challenge Bowl       | Danube Dragons 2 - Vienna Knights              | 14 - 56   |
| 5 luglio 2015    | Vienna       | AFL                                 | Semifinale           | Vienna Vikings - Danube Dragons                | 38 - 27   |
| 1º novembre 2015 | Vienna       | AFL - Division Ladies               | Ladies Bowl          | Vienna Vikings Ladies - Danube Dragons Ladies  | 26 - 14   |
| 10 luglio 2016   |              | AFL                                 | Wild Card            | Vienna Vikings - Danube Dragons                | 30 - 13   |
| 22 luglio 2016   | Breslavia    | IFAF Europe Champions League        | Semifinale           | Panthers Wrocław - Danube Dragons              | 49 - 34   |
| 22 ottobre 2016  |              | AFL - Division Ladies               | Semifinale           | Danube Dragons Ladies - Budapest Wolves Ladies | 0 - 28    |
| 23 luglio 2017   | Vienna       | AFL                                 | Semifinale           | Vienna Vikings - Danube Dragons                | 28 - 21   |
| 26 novembre 2017 | Vienna       | AFL - Division Ladies               | Ladies Bowl          | Vienna Vikings Ladies - Danube Dragons Ladies  | 27 - 0    |
| 7 luglio 2018    |              | AFL                                 | Semifinale           | Tirol Raiders - Danube Dragons                 | 49 - 21   |
| 14 luglio 2018   |              | AFL - Division IV                   | Semifinale           | Upper Styrian Rhinos - Danube Dragons 2        | 14 - 10   |
| 17 novembre 2018 | Vienna       | AFL - Division Ladies               | Ladies Bowl          | Vienna Vikings Ladies - Danube Dragons Ladies  | 31 - 14   |
| 13 luglio 2019   | Innsbruck    | AFL                                 | Semifinale           | Tirol Raiders - Danube Dragons                 | 49 - 43   |
| 16 novembre 2019 | Vienna       | AFL - Division Ladies               | Finale 3º - 4º posto | Telfs Patriots Ladies - Danube Dragons Ladies  | 8 - 18    |
| 17 luglio 2021   | Innsbruck    | AFL                                 | Semifinale           | Tirol Raiders - Danube Dragons                 | 31 - 20   |
| 30 ottobre 2021  |              | AFL - Division II                   | Semifinale           | Schwaz Hammers - Danube Dragons 2              | 19 - 0    |
| 30 luglio 2022   | Sankt Pölten | AFL                                 | Austrian Bowl        | Danube Dragons - Vienna Vikings                | 51 - 29   |
| 29 luglio 2023   | Sankt Pölten | AFL                                 | Austrian Bowl        | Vienna Dragons - Vienna Vikings                | 14 - 13   |

## Palmarès
- 3 Austrian Bowl (2010, 2022, 2023)
- 1 Silver Bowl (1993[5])